# س. ك. مان
س. ك. مان (بالإنجليزية: C.K. Mann)‏ هو موسيقي غاني، ولد في 1936 في سيكوندي تاكورادي في غانا، وتوفي في 20 مارس 2018 في غانا.

## وصلات خارجية
- س. ك. مان على موقع ميوزك برينز (الإنجليزية)
- س. ك. مان على موقع ديسكوغز (الإنجليزية)